# Gran Premio Ciclomotoristico 1955
Il Gran Premio Ciclomotoristico delle Nazioni 1955, già Roma-Napoli-Roma, trentaduesima edizione della corsa, si svolse dal 27 aprile al 1º maggio 1955 su un percorso di 1194,5 km, suddiviso su 5 tappe (la seconda, la terza e l'ultima suddivise in 2 semitappe). La vittoria fu appannaggio dell'italiano Bruno Monti, che completò il percorso in 34h15'14", precedendo i connazionali Nino Defilippis e Fausto Coppi.

## Tappe
| Tappa  | Data      | Percorso           | km     | Vincitore di tappa | Leader cl. generale |
| ------ | --------- | ------------------ | ------ | ------------------ | ------------------- |
| 1ª     | 27 aprile | Roma > Caserta     | 245,9  | Bruno Monti        | Bruno Monti         |
| 2ª-1   | 28 aprile | Benevento > Foggia | 109    | Vincenzo Rossello  | Bruno Monti         |
| 2ª-2   | 28 aprile | Foggia > Bari      | 165    | Bruno Monti        | Bruno Monti         |
| 3ª-1   | 29 aprile | Bari > Potenza     | 145    | Aldo Moser         | Bruno Monti         |
| 3ª-2   | 29 aprile | Potenza > Salerno  | 150,7  | Agostino Coletto   | Bruno Monti         |
| 4ª     | 30 aprile | Salerno > Napoli   | 105,6  | Michele Gismondi   | Bruno Monti         |
| 5ª-1   | 1º maggio | Napoli > Aprilia   | 193    | Michele Gismondi   | Bruno Monti         |
| 5ª-2   | 1º maggio | Aprilia > Roma     | 80,5   | Fausto Coppi       | Bruno Monti         |
| Totale | Totale    | Totale             | 1194,5 |                    |                     |

## Dettagli delle tappe

### 1ª tappa
- 27 aprile: Roma > Caserta – 245,9 km

Risultati
| Pos. | Corridore      | Squadra | Tempo    |
| ---- | -------------- | ------- | -------- |
| 1    | Bruno Monti    | Atala   | 6h58'35" |
| 2    | Fausto Coppi   | Bianchi | a 54"    |
| 3    | Giorgio Albani | Legnano | a 2'06"  |

| Pos. | Corridore   | Squadra | Tempo |
| ---- | ----------- | ------- | ----- |
| 1    | Bruno Monti | Atala   | ?     |

### 2ª tappa, 1ª semitappa
- 28 aprile: Benevento > Foggia – 109 km

Risultati
| Pos. | Corridore         | Squadra  | Tempo    |
| ---- | ----------------- | -------- | -------- |
| 1    | Vincenzo Rossello | Fréjus   | 3h30'33" |
| 2    | Rino Benedetti    | Leo-Chl. | a 53"    |
| 3    | Luciano Maggini   | Atala    | s.t.     |

| Pos. | Corridore   | Squadra | Tempo |
| ---- | ----------- | ------- | ----- |
| 1    | Bruno Monti | Atala   | ?     |

### 2ª tappa, 2ª semitappa
- 28 aprile: Foggia > Bari – 165 km

Risultati
| Pos. | Corridore    | Squadra | Tempo    |
| ---- | ------------ | ------- | -------- |
| 1    | Bruno Monti  | Atala   | 4h46'05" |
| 2    | Hugo Koblet  | Faema   | a 36"    |
| 3    | Fausto Coppi | Bianchi | a 43"    |

| Pos. | Corridore   | Squadra | Tempo |
| ---- | ----------- | ------- | ----- |
| 1    | Bruno Monti | Atala   | ?     |

### 3ª tappa, 1ª semitappa
- 29 aprile: Bari > Potenza – 145 km

Risultati
| Pos. | Corridore          | Squadra | Tempo    |
| ---- | ------------------ | ------- | -------- |
| 1    | Aldo Moser         | Torpado | 4h15'19" |
| 2    | Alessandro Fantini | Lygie   | s.t.     |
| 3    | Nino Defilippis    | Torpado | s.t.     |

| Pos. | Corridore   | Squadra | Tempo |
| ---- | ----------- | ------- | ----- |
| 1    | Bruno Monti | Atala   | ?     |

### 3ª tappa, 2ª semitappa
- 29 aprile: Potenza > Salerno – 150,7 km

Risultati
| Pos. | Corridore        | Squadra | Tempo    |
| ---- | ---------------- | ------- | -------- |
| 1    | Agostino Coletto | Fréjus  | 4h16'38" |
| 2    | Giuseppe Minardi | Legnano | a 57"    |
| 3    | Giancarlo Astrua | Atala   | a 1'08"  |

| Pos. | Corridore   | Squadra | Tempo |
| ---- | ----------- | ------- | ----- |
| 1    | Bruno Monti | Atala   | ?     |

### 4ª tappa
- 30 aprile: Salerno > Napoli – 105,6 km

Risultati
| Pos. | Corridore           | Squadra  | Tempo    |
| ---- | ------------------- | -------- | -------- |
| 1    | Michele Gismondi    | Bianchi  | 2h42'46" |
| 2    | Vincenzo Zucconelli | Legnano  | a 1'22"  |
| 3    | Bob Maitland        | Hercules | a 3'29"  |

| Pos. | Corridore   | Squadra | Tempo |
| ---- | ----------- | ------- | ----- |
| 1    | Bruno Monti | Atala   | ?     |

### 5ª tappa, 1ª semitappa
- 1º maggio: Napoli > Aprilia – 193 km

Risultati
| Pos. | Corridore        | Squadra | Tempo    |
| ---- | ---------------- | ------- | -------- |
| 1    | Michele Gismondi | Bianchi | 5h19'00" |
| 2    | Bruno Monti      | Atala   | a 2'38"  |
| 3    | Fausto Coppi     | Bianchi | a 3'06"  |

| Pos. | Corridore   | Squadra | Tempo |
| ---- | ----------- | ------- | ----- |
| 1    | Bruno Monti | Atala   | ?     |

### 5ª tappa, 2ª semitappa
- 1º maggio: Aprilia > Roma – 80,5 km

Risultati
| Pos. | Corridore    | Squadra | Tempo    |
| ---- | ------------ | ------- | -------- |
| 1    | Fausto Coppi | Bianchi | 1h59'56" |
| 2    | Bruno Monti  | Atala   | a 26"    |
| 3    | Hugo Koblet  | Faema   | a 1'20"  |

| Pos. | Corridore       | Squadra | Tempo     |
| ---- | --------------- | ------- | --------- |
| 1    | Bruno Monti     | Atala   | 34h15'14" |
| 2    | Nino Defilippis | Torpado | a 3'04"   |
| 3    | Fausto Coppi    | Bianchi | a 3'36"   |

## Classifiche finali

### Classifica generale
| Pos. | Corridore        | Squadra          | Tempo     |
| ---- | ---------------- | ---------------- | --------- |
| 1    | Bruno Monti      | Atala            | 34h15'14" |
| 2    | Nino Defilippis  | Torpado-Ursus    | a 3'04"   |
| 3    | Fausto Coppi     | Bianchi-Pirelli  | a 3'36"   |
| 4    | Giorgio Albani   | Legnano          | a 9'32"   |
| 5    | Hugo Koblet      | Faema            | a 9'54"   |
| 6    | Angelo Conterno  | Torpado-Ursus    | a 13'31"  |
| 7    | Guido Messina    | Fréjus           | a 15'07"  |
| 8    | Giuseppe Minardi | Legnano          | a 17'19"  |
| 9    | Aldo Moser       | Torpado-Ursus    | a 20'22"  |
| 10   | Guido De Santi   | Bottecchia-Ursus | a 20'25"  |